# Прозопагнозія
Прозопагнозія (від грец. πρόσωπον — обличчя, грец. ἀγνωσία — невпізнавання) — це розлад сприйняття обличчя, при якому здатність впізнавати обличчя загублена, але при цьому здатність впізнавати предмети в цілому збережена. Зазвичай цей стан пов'язують з ушкодженням мозку в області правої нижньопотиличної області, але нові факти показали, що існує також вроджена форма цього розладу.
На допомогу людям, які страждають на прозопагнозію, були розроблені успішні терапії, які допомагають їм вчитися впізнавати людей за такими особливостями, як хода, зачіска, голос, склад постави, манера вдягатися тощо. Оскільки звичайно обличчя є найбільш індивідуальною особливістю і найважливішим відрізняючим чинником в пам'яті, для людей з цим станом буває важко правильно співвідносити інформацію про людей і жити нормальним соціальним життям.